# Championnat de Tunisie masculin de volley-ball 1973-1974
Navigation
Saison précédente Saison suivante
Le championnat de Tunisie masculin de volley-ball 1973-1974 est la 19e édition à se tenir depuis 1956. Il est disputé par les dix meilleurs clubs du pays en aller et retour.
L'Étoile olympique La Goulette Kram, qui avait rivalisé avec l'Avenir sportif de La Marsa au cours de l'exercice précédent, réalise son objectif en remportant le championnat. L'équipe, dirigée par Moncef Ben Soltan, comprend Samir Lammouchi, Naceur Ben Othman, Slah Khiari, Fethi Zitouni, Hédi Ben Sedrine, Paul Arnold, Noureddine Ben Slimane, Zouhair Khiari, Faouzi Khattel, Tarek Berriri, Moncef Ben Sotan, Fethi Ayari et Hédi Ayari.
Quant à la coupe de Tunisie, elle est remportée par le Club olympique de Kélibia qui récolte les fruits de son travail en profondeur.
En bas du tableau, l'Étoile sportive du Sahel, qui n'arrive pas encore à s'adapter au rythme de la division nationale, est relégué en division 2, alors que le Stade sportif sfaxien sauve sa place à l'issue des barrages contre le Club sportif de Hammam Lif.

## Division nationale
| #  | Équipe                                | Pts | J  | G  | P  | Sp | Sc | Ratio | Pp  | Pc  | Ratio |
| -- | ------------------------------------- | --- | -- | -- | -- | -- | -- | ----- | --- | --- | ----- |
| 1  | Étoile olympique La Goulette Kram     | 35  | 18 | 17 | 1  | 51 | 16 | 3.188 | 940 | 691 | 1.36  |
| 2  | Avenir sportif de La Marsa (T)        | 34  | 18 | 16 | 2  | 52 | 10 | 5.2   | 887 | 878 | 1.01  |
| 3  | Union sportive des transports de Sfax | 32  | 18 | 14 | 4  | 43 | 22 | 1.955 | 890 | 638 | 1.395 |
| 4  | Club olympique de Kélibia (C)         | 27  | 18 | 9  | 9  | 41 | 33 | 1.242 | 913 | 850 | 1.074 |
| 5  | Espérance sportive de Tunis           | 27  | 18 | 9  | 9  | 34 | 33 | 1.03  | 801 | 808 | 0.991 |
| 6  | Saydia Sports                         | 24  | 18 | 6  | 12 | 28 | 38 | 0.737 | 757 | 856 | 0.884 |
| 7  | Club sportif sfaxien                  | 24  | 18 | 6  | 12 | 25 | 40 | 0.625 | 748 | 842 | 0.888 |
| 8  | Zitouna Sports                        | 24  | 18 | 6  | 12 | 21 | 40 | 0.525 | 583 | 822 | 0.709 |
| 9  | Stade sportif sfaxien (P)             | 22  | 18 | 4  | 14 | 17 | 47 | 0.362 | 678 | 876 | 0.774 |
| 10 | Étoile sportive du Sahel              | 21  | 18 | 3  | 15 | 15 | 48 | 0.313 | 620 | 857 | 0.723 |

|     | Champion de Tunisie              |
|     | Relégation en division 2         |
| (T) | Tenant du titre 1973             |
| (P) | Promu 1973                       |
| (C) | Vainqueur de la coupe de Tunisie |

## Division 2
Le Radès Transport Club, qui a longtemps joué les premiers rôles en seconde division, arrive enfin à accéder parmi l'élite en précédant le Club sportif de Hammam Lif. L'équipe comprend Ali Sakhri (entraîneur-joueur), Hédi Boulila, Kemais Ben Malek, Mohsen Ben Sliman, Faouzi Laâdhari, Jamel Ben Zaied, Ridha Ben Moussa et Habib Laâtiri.
Les clubs qui ont constitué la division 2 sont les suivants :
- Radès Transport Club
- Club sportif de Hammam Lif
- Union sportive tunisienne
- Aigle sportif d'El Haouaria
- Association sportive des PTT Sfax
- Jendouba Sports
- Wided athlétique de Montfleury
- Club athlétique bizertin
- Club athlétique du gaz

L'Union sportive de Carthage et le Monopoles Athlétique Club se sont retirés.

## Division 3
- Al Hilal : 18 points
- Sogitex sportif de Ksar Hellal : 18 points
- Association sportive des PTT Tunis : 14 points
- Tunis Universitaire Club : 14 points
- Jeunesse sportive kairouanaise : 14 points
- El Baath sportif de Béni Khiar : 12 points